# Suidasiidae
Suidasiidae zijn  een familie van mijten. Bij de familie zijn zeven geslachten met 18 soorten ingedeeld.